# La Llacuna
|  | Per a altres significats, vegeu «La Llacuna (Toralla)». |

La Llacuna és un municipi de la comarca de l'Anoia. El nom prové d'un petit llac endorreic, avui desaparegut, al fons de la vila en avall de la riera de la Llacuna. És a 614 m d'altitud, al fons de la vall. El 2022 tenia 942 habitants.

## Història
La primera referència documental del castell de Vilademàger és del 987. Formava part de la línia defensora de castells (amb Pontons, Miralles, Montagut, Querol, Pinyana, Orpí, Queralt, etc.) d'aquest extrem del Penedès. Amb l'antiga parròquia de Sant Pere de Màger, fou l'origen de la demarcació. Màger és el nom del magnat que havia d'aprisiar el lloc a mitjan segle x. Amb el temps, va perdre la seva funció defensiva, i la població a poc a poc es va instalﬂlar a la vall.
Durant l'antic règim, pertanyia a la casa comtal de Barcelona. La comtessa Ermessenda i el seu fill Berenguer Ramon I l'infeudaren a Bernard Sendred de Gurb-Queralt (1022). Abans del 1079 va passar a la poderosa família Cervelló —emparentada amb els Gurb-Queralt—, que va romandre des d'aleshores senyora del castell. Ja ben entrat al segle xiii Vilademàger, amb Pontils, Montclar, Miralles i Foix, va passar a la branca dels Cervelló, que a partir del 1347 començaren a intitular-se barons de la Llacuna, títol que perdurà fins als darrers temps dels dominis senyorials. Durant la guerra contra Joan II els Cervelló de la Llacuna foren partidaris del rei, i la baronessa i els seus fills foren presos per les forces de la Generalitat.
L'escut «d'or, un cérvol d'atzur contornat. Per timbre, una corona de baró» va ser aprovat el 1992.

## Geografia i economia
Els pinars, les alzines i els roures, amb el matollar, els erms i el rocam, ocupen una gran part del terme. El roure d'Ancosa va ser declarat arbre monumental el 1990. La proximitat a l'Alt Penedès, hi ha fet augmentar considerablement la producció de vinya, que ha anat suplantant en molts indrets el conreu de cereals. L'olivar i els ametllers també ocupen unes bones parcel·les de terreny. Els vins de la Llacuna tenen la denominació d'origen Penedès. El regadiu, al qual es destinen només unes poques hectàrees, és de feixes familiars. Ha desaparegut el típic conreu dels piretres per a l'obtenció d'insecticides. Foren explotades mines de bauxita a prop de la font del Novell (1915-20) i la plana dels Casals (1950-60). Hi ha coves de sauló de sílex a prop de Can Conillet; pedreres de guix a les Llombardes i pedra foguera i esmoladora al coll de la Coma. A Can Martinet, la Costa i Pedra Llisa hi ha terreres per a teuleries. Pels voltants de Rofes i a prop de la creu del Pla hi havia forns de calç fins al 1955.

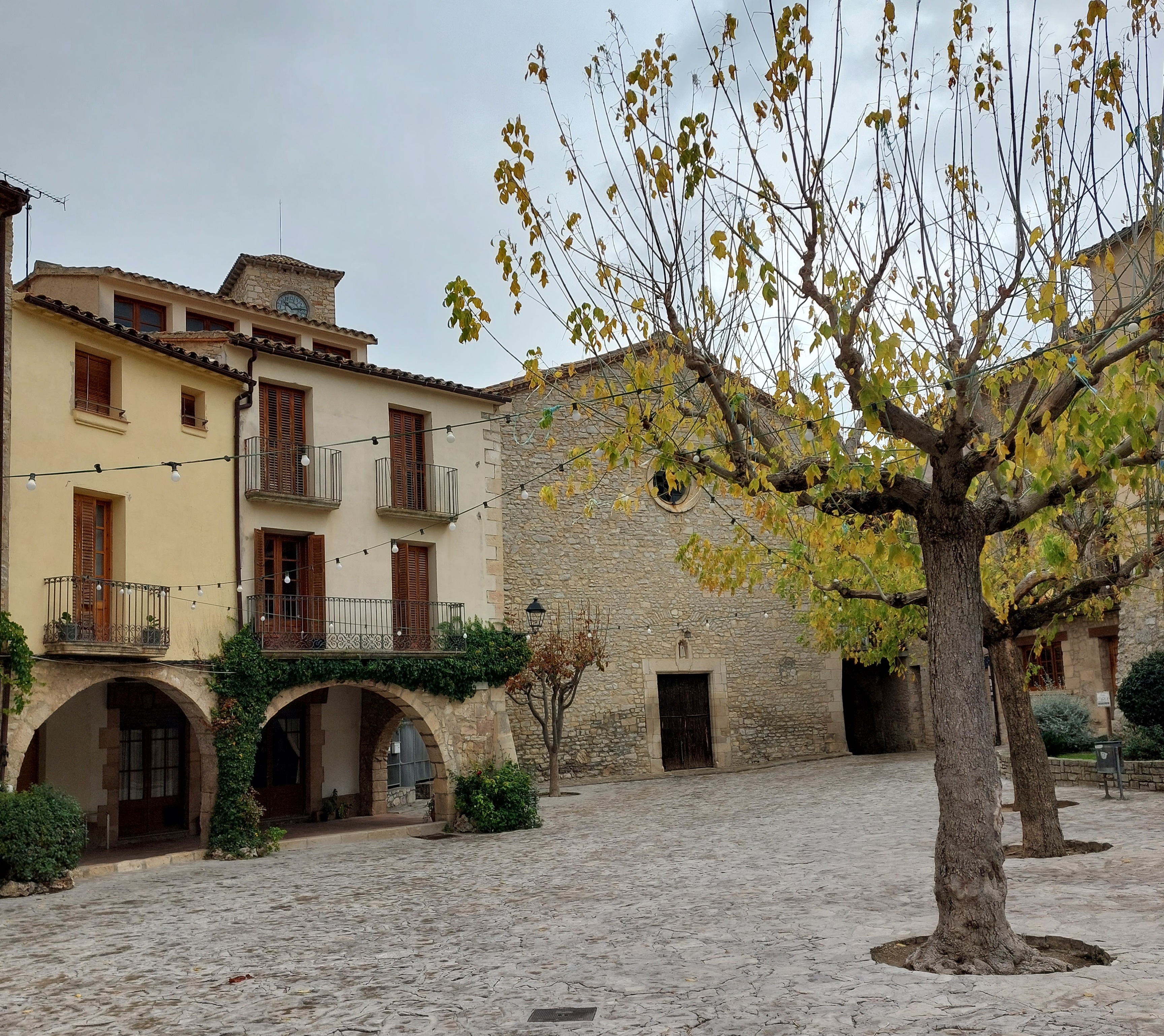
La plaça major de La Llacuna, amb les arcades i l'església

Les activitats dels paraires es transformaren en filatures i teixits de cotó al segle xix i, posteriorment, en gèneres de punt. Hi ha certa activitat productiva en el sector alimentari. Se celebra mercat setmanal el dijous i hi persisteixen els establiments d'hostaleria d'ençà del pas dels antics pelegrins que anaven a Sant Magí de Brufaganya. El clima temperat afavoreix l'afluència d'estiuejants, fet que ha comportat la construcció d'un bon nombre d'habitatges de segona residència.
Llista de topònims de la Llacuna: muntanyes, serres, collade, rius, fonts, cases, masies, esglésies, etc

## Demografia
El fogatjament de 1365-70 donava a la població (llacunencs) 18 focs, i el del 1497, 56. L'any 1515 tenia 63 focs, i 72 el 1553. Durant el segle xviii s'elevà el nombre d'habitants: de 429 el 1719 a 1.162 el 1787. Novament augmentà la població fins a arribar a 1.539 h el 1887. D'ençà de la fil·loxera s'inicià una minva demogràfica notable fins a l'inici del 1980. Dels 1 420 h del 1900 es passà a 1.186 h el 1950, 1.074 h el 1960, 875 h el 1970 i 729 h el 1981. A la meitat dels anys vuitanta s'evidencià una recuperació: 740 h el 1986, 792 h el 1991, 836 h el 2001 i 869 h el 2005.
| Entitat de població | Habitants (2024) |
| la Llacuna          | 848              |
| Rofes               | 121              |
| Torrebusqueta       | 15               |
| Font: Idescat       |                  |

| 1497 f | 1515 f | 1553 f | 1717 | 1787 | 1857  | 1877  | 1887  | 1900  | 1910  |
| ------ | ------ | ------ | ---- | ---- | ----- | ----- | ----- | ----- | ----- |
| 20     | 51     | 79     | 72   | 142  | 1.382 | 1.408 | 1.539 | 1.420 | 1.426 |

| 1920  | 1930  | 1940  | 1950  | 1960  | 1970 | 1981 | 1990 | 1992 | 1994 |
| ----- | ----- | ----- | ----- | ----- | ---- | ---- | ---- | ---- | ---- |
| 1.382 | 1.228 | 1.133 | 1.186 | 1.074 | 875  | 729  | 763  | 817  | 817  |

| 1996 | 1998 | 2000 | 2002 | 2004 | 2006 | 2008  | 2010 | 2012 | 2014 |
| ---- | ---- | ---- | ---- | ---- | ---- | ----- | ---- | ---- | ---- |
| 842  | 811  | 849  | 857  | 875  | 860  | 1.068 | 683  | 928  | 906  |

| 2016 | 2018 | 2020 | 2022 | 2024 | 2026 | 2028 | 2030 | 2032 | 2034 |
| ---- | ---- | ---- | ---- | ---- | ---- | ---- | ---- | ---- | ---- |
| 872  | 863  | 903  | 942  | 982  | -    | -    | -    | -    | -    |

## La vila de la Llacuna

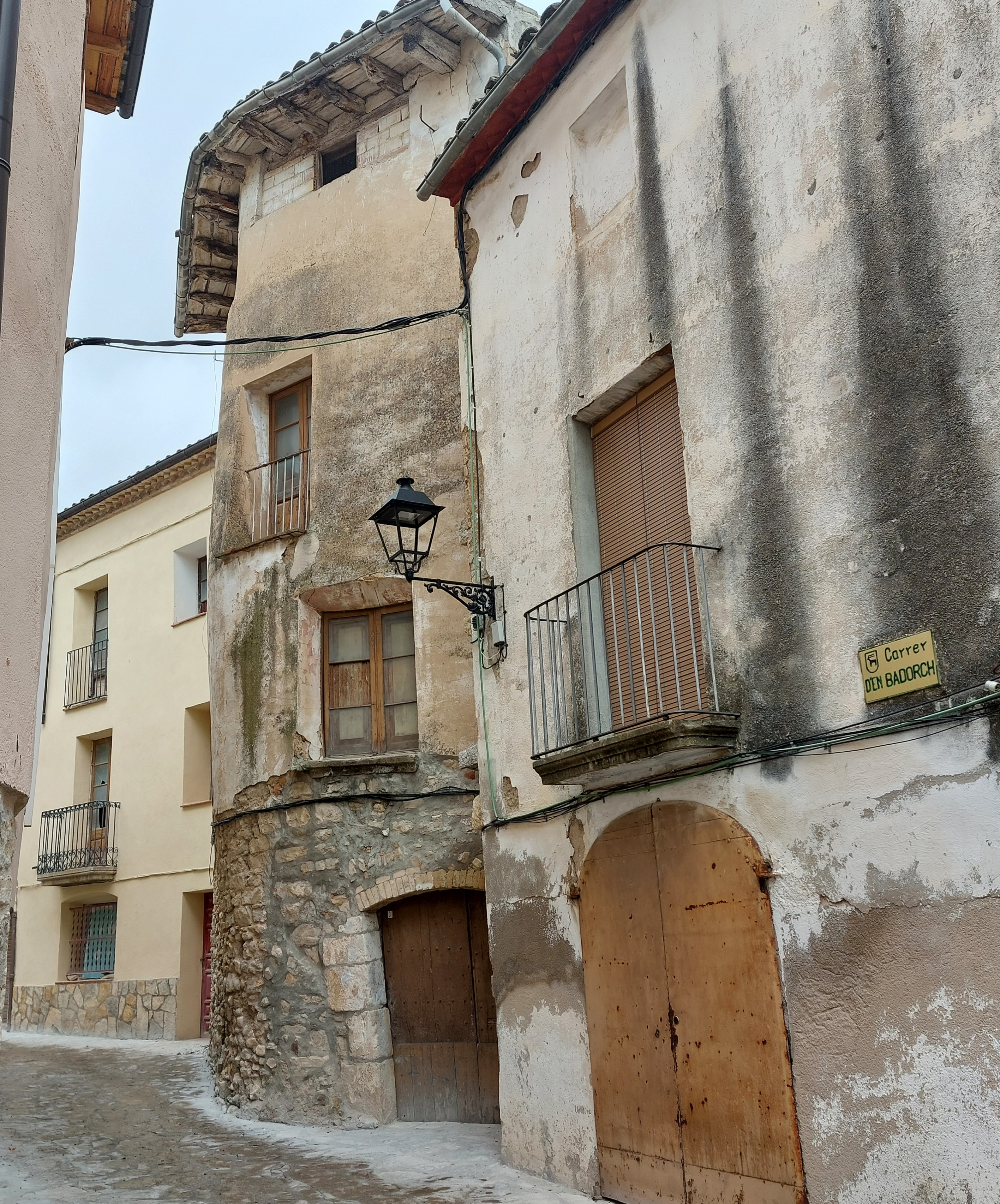
Cal Nin Vell. Tot sembla indicar que aprofita una torre de la desapareguda muralla.

Han desaparegut les muralles medievals que l'envoltaven, en les quals s'obrien cinc portals (el d'en Bens, de la Font, d'en Badorc o de la Banya, del Vall i del Fort Micó). Des del segle xv es formà la plaça Major, porxada, que aixoplugava el mercat, i que és actualment un dels indrets més característics de la població. Als segles xiii-xiv hi hagué un call jueu. Hi ha restes de la primitiva església de Santa Maria i del priorat en una casa de la vila, dos absis bessons que formaven part del creuer (cosa que fa suposar una església amb transsepte i cinc absis), ara aparedats entre dos murs.
L'església de Santa Maria de la Llacuna (dita després també del Priorat), origen de la vila, és esmentada ja el 1020, quan era regida pel prevere Selva, any en què fou donada per Ermessenda de Carcassona i el seu fill Berenguer Ramon I al monestir de Sant Llorenç del Munt; vers el 1053 una incursió sarraïna destruí el temple de la Llacuna i els seus arxius (i potser també Vilademàger i Sant Pere reberen l'escomesa) i el 1060 Selva reclamà l'auxili del monestir del Munt, que feu restaurar l'església (Selva es retirà al Munt i cedí tots els seus drets) i hi establí el priorat benedictí de Santa Maria de la Llacuna, filial de Sant Llorenç del Munt. La rivalitat entre el rector de Vilademàger i el prior de la Llacuna es fa evident des de l'inici del segle xiv (la gent acudia al priorat, lloc més planer i accessible, per als serveis religiosos) i el 1310 ja consta que residia a la Llacuna un sacerdot que regia l'església com a rector, supeditat probablement a la parròquia de Vilademàger. El 1734 es construí l'actual església parroquial dedicada a la Immaculada Concepció, ja independent de Vilademàger, al solar de la capella de Santa Maria de Natzaret, edificada el 1327 al costat de l'hospital de la vila (fundat el 1325); presideix una petita plaça, en part porticada, amb la seva façana severa, ornada pel portal amb decoració en relleu de frontó triangular clàssic; és d'una nau i capelles laterals. Als afores hi ha la Creu del Pla, gòtica.

### Veïnats
El nucli de Torrebusqueta és a uns 700 m d'altitud, als vessants de la Plana d'Ancosa, sota el Puig Castellar; té restes de torres fortificades. El 1889 tenia 171 habitants i el 1965 en quedavan només 75 h; el 2005 constaven empadronats 18 h. La Serra, a uns 4,5 km de la vila, tenia 261 h el 1889, que havien baixat a 56 el 1970. Pollina és a l'extrem sud del terme, en una vall de capçalera del riu de Foix, sota el Puig Castellar. Les Vilates són al NE de la vila; a prop seu hi ha les restes de la capella de Sant Antoni. Més al NE hi ha el veïnat de Rofes, vora el torrent de Rofes, que davalla de la serra de Feixes; hi ha les abundants fonts de la Rovira i de la Rosella, aquesta al Clot de les Barraques, a prop del veïnat de les Barraques (en aquest sector hi havia molins fariners). Rofes tenia 474 h el 1889, que havien davallat a 175 h el 1970 i 74 h el 2005; celebra la festa major a l'agost. Als vessants de la serra de Font-rubí hi ha el veïnat i la masia de Baltà, que tingué, des del 1758, una capella dedicada a sant Joan.

### Els antics dominis cistercencs i la casa dels Castellots
El 1160 els monjos cistercencs que s'havien establert a Valldaura el 1150 al terme de Cerdanyola del Vallès van decidir de traslladar-se a l'Espluga d'Ancosa del terme de Vilademàger. Ramon Berenguer IV els donà el lloc on va construir un monestir; el mateix any 1160 el bisbe de Barcelona els lliurà els delmes de Sant Pere provinents d'Ancosa, de les Solanes i d'Olzina. El 1168, però, la comunitat va rebre el lloc de Santes Creus, on es traslladà definitivament el monestir. A l'Espluga d'Ancosa restà només un gran domini i una granja monacal de la qual hi ha abundants restes. També fou de Santes Creus la granja de les Solanes, al sud del terme.
A l'antiga casa fortificada dels Castellots o la Salada és tradició que hi habità la que havia de ser Santa Maria de Cervelló (Barcelona 1230-90), fundadora i primera superiora de les mercedàries.

### El castell de Vilademàger
El castell és a 712 m d'altitud, arruïnat. En resta un portal d'entrada i part de la torre mestra), en un lloc aspriu, des d'on es domina la vall de la Llacuna.
L'església de Sant Pere de Màger o de Vilademàger, dins el recinte murat del castell, és esmentada des del 1160, però amb tota seguretat és anterior a la seva filial de la Llacuna, esmentada ja el 1020. Fou la primitiva parròquia del lloc, títol que compartí a partir del segle xiv amb la Llacuna. Encara conserva el caràcter de parròquia rural. Resten elements de la construcció romànica (amb el portal al mur de tramuntana), però la major part de l'edifici és gòtic tardà (segle xv). Fins al 1936, quan fou destruït, conservava el famós Crist o Majestat de Vilademàger. Era molt popular l'aplec del Sant Crist del Castell el dilluns de la setmana de l'Ascensió. Pel maig es fa un aplec a Vilademàger.
El seu domini superior era en mans de la casa comtal de Barcelona, i la comtessa Ermessenda i el seu fill Berenguer Ramon I l'infeudaren a Bernard Sendred de Gurb-Queralt (1022). Abans del 1079 passà a la poderosa família Cervelló —emparentada amb els Gurb-Queralt—, que restà des d'aleshores senyora del castell; ja dins el segle xiii Vilademàger, amb Pontils, Montclar, Miralles i Foix, passà a la branca dels Cervelló, que a partir del 1347 començaren a intitular-se barons de la Llacuna, títol que perdurà fins als darrers temps dels dominis senyorials. Durant la guerra contra Joan II els Cervelló de la Llacuna foren partidaris del rei, i la baronessa i els seus fills foren presos per les forces de la Generalitat.
En 1719, la partida de Francesc Bernic, que juntament amb la de Carrasclet intentava un aixecament anti-borbònic, era capturada per Josep Anton Martí a la Llacuna.

## Llocs d'interès
- Plaça major, amb la casa de la vila i l'església de Santa Maria.
- Panorama des del castell de Vilademàger
- La font Cuitora és la més popular, però n'hi ha d'altres com la font dels Horts, la font de les Granotes o la font del Pla Novell.
- El molí eòlic construït l'any 2001, aleshores el més alt de la península, que fa 60 metres d'alçada i cada pala 15. Situat als afores del poble es pot albirar des de Torrebusqueta.
- El poblat Les Vilates, grup de cases amb una església dedicada a sant Antoni, al nord de la vila, al peu de la serralada que separa les valls de la Llacuna i de Miralles

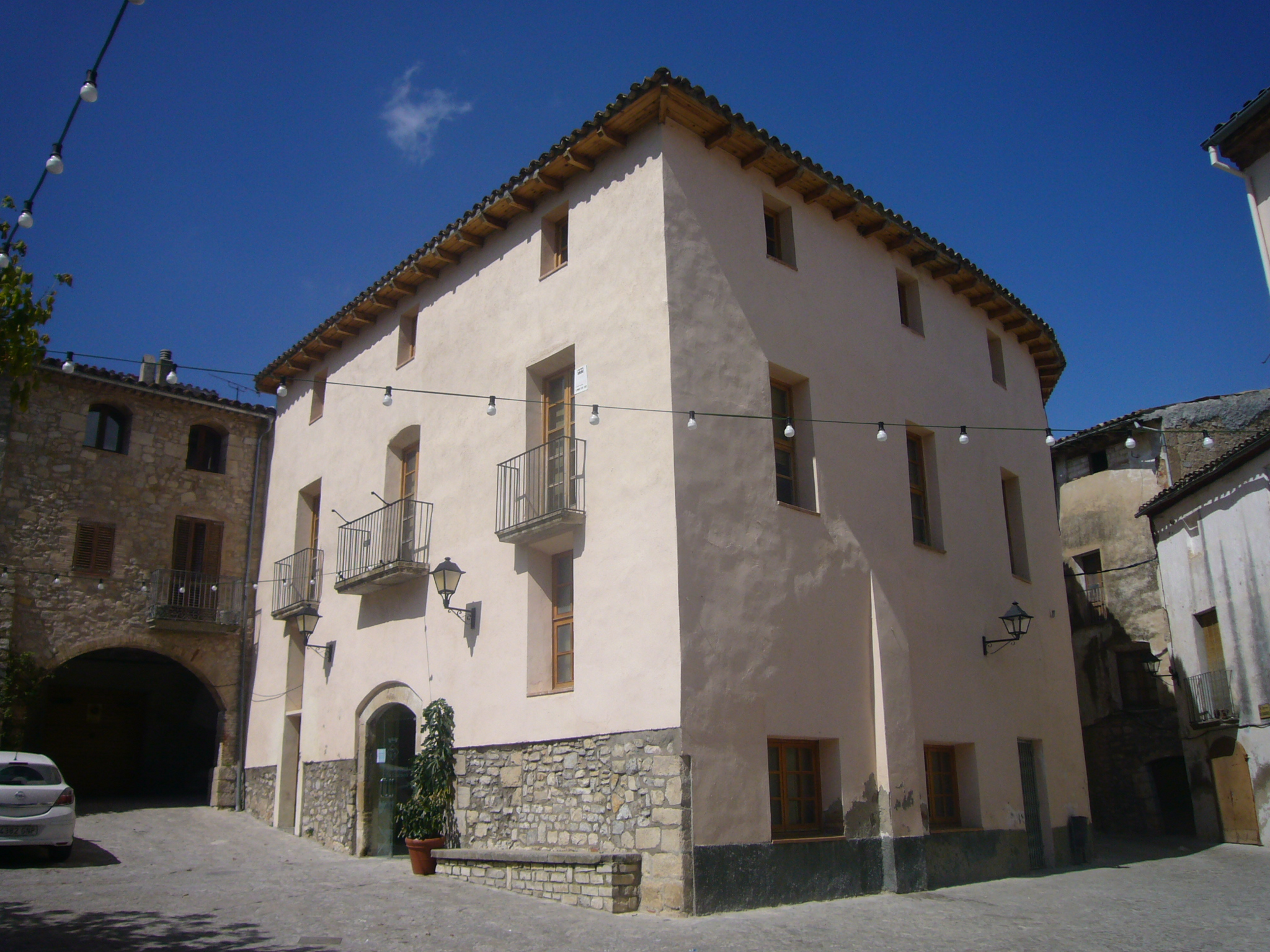
Ajuntament de La Llacuna
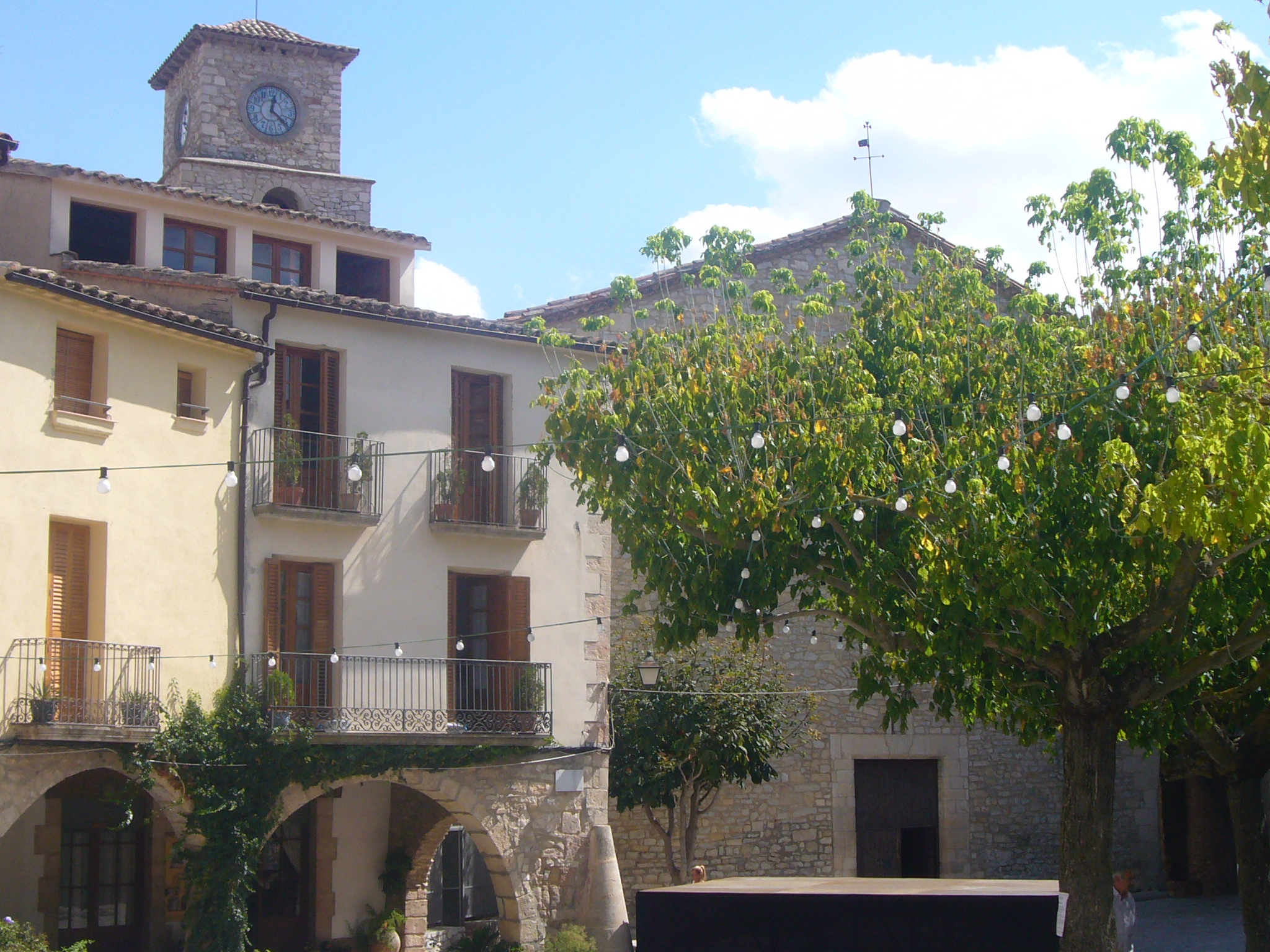
Església de Santa Maria
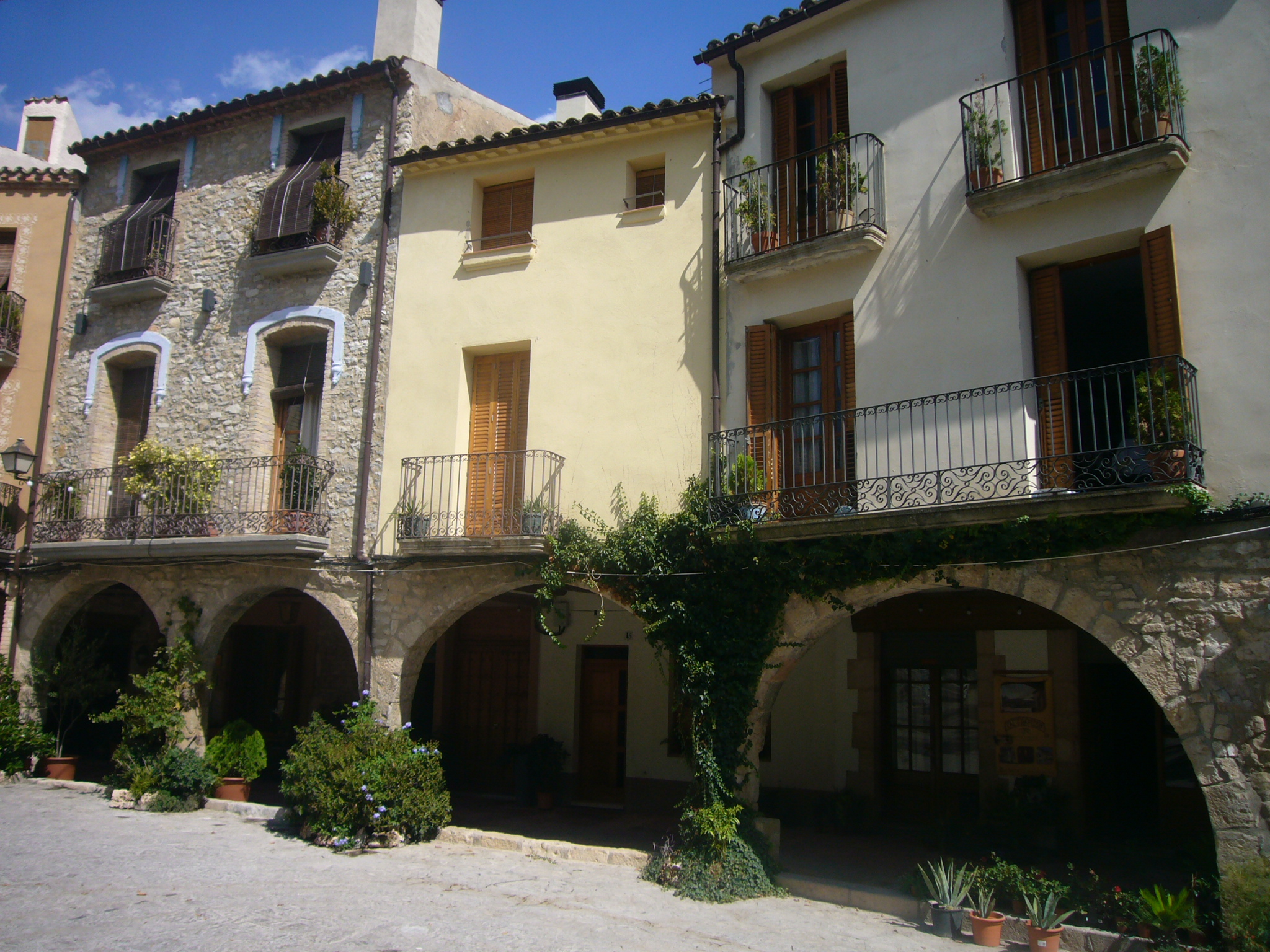
Voltes de la plaça major de La Llacuna
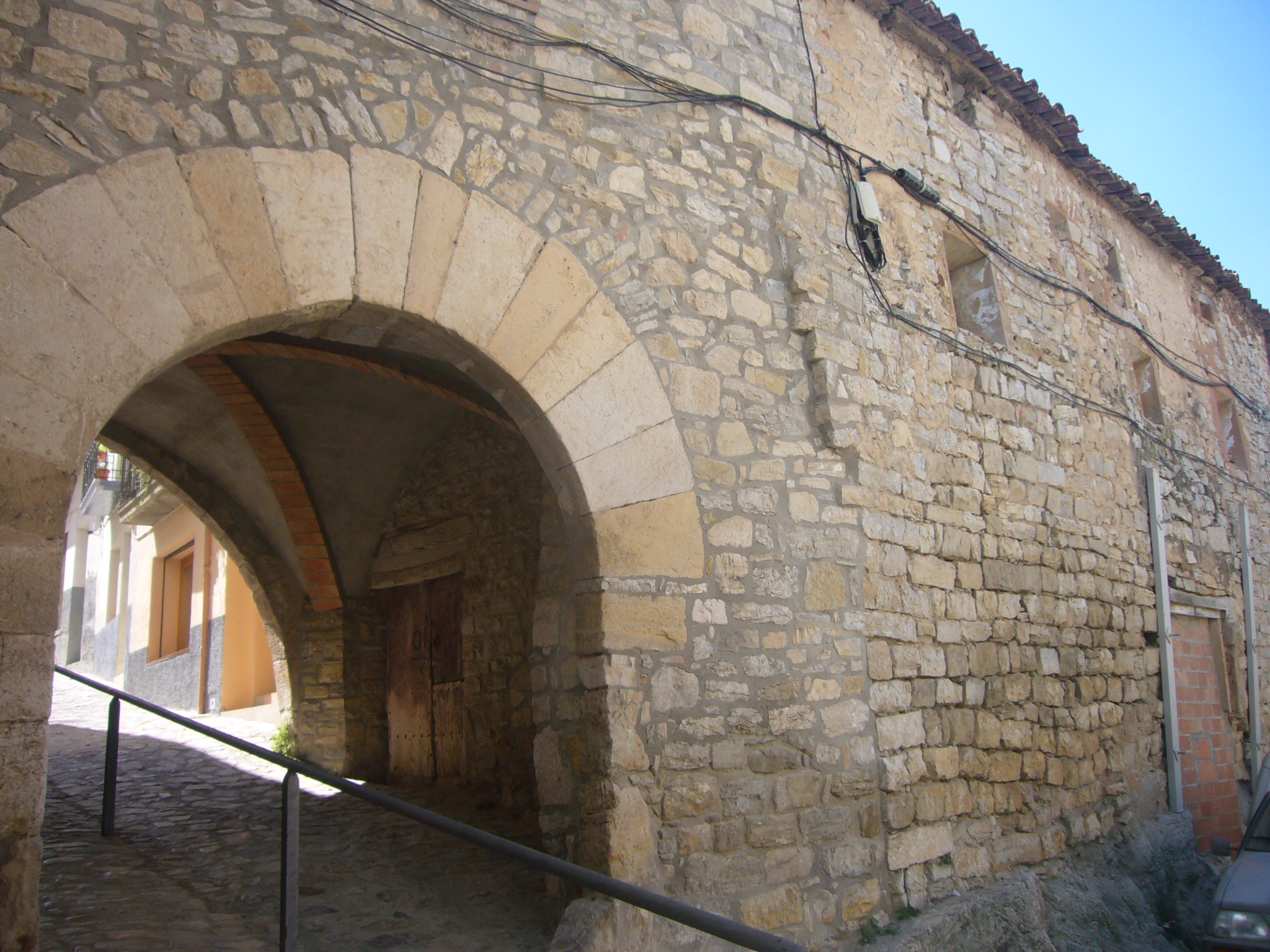
Portal de la Banya, al carrer de la Muralla
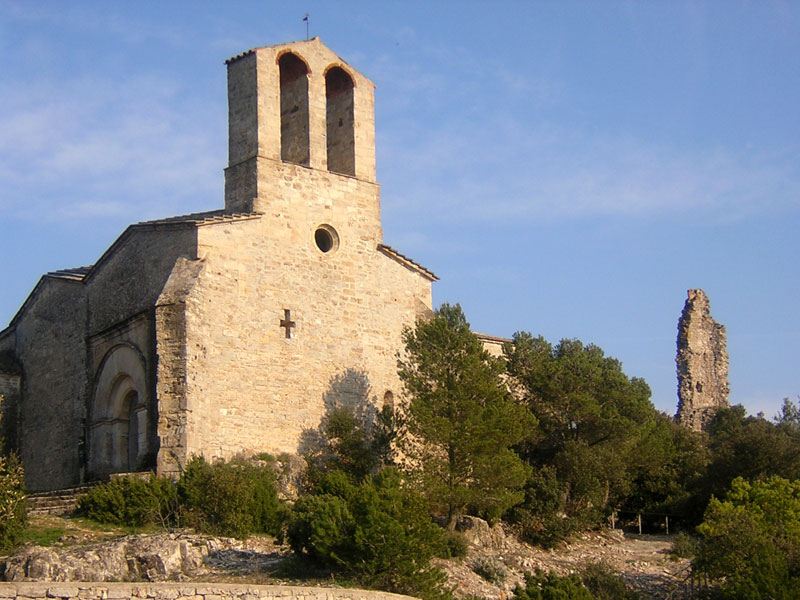
Església i castell de Vilademàger
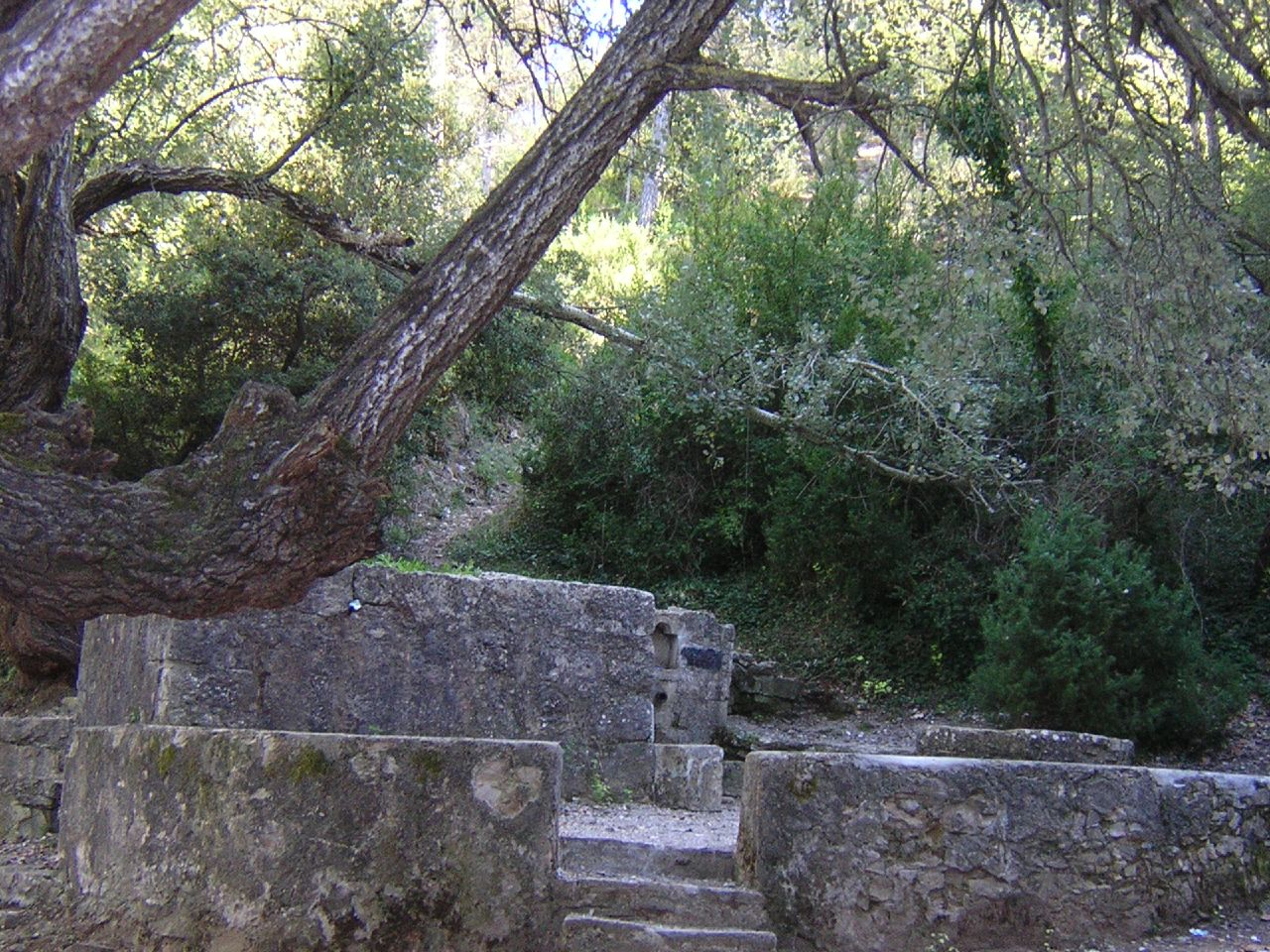
La Font Cuitora

## Cultura

### Grups culturals

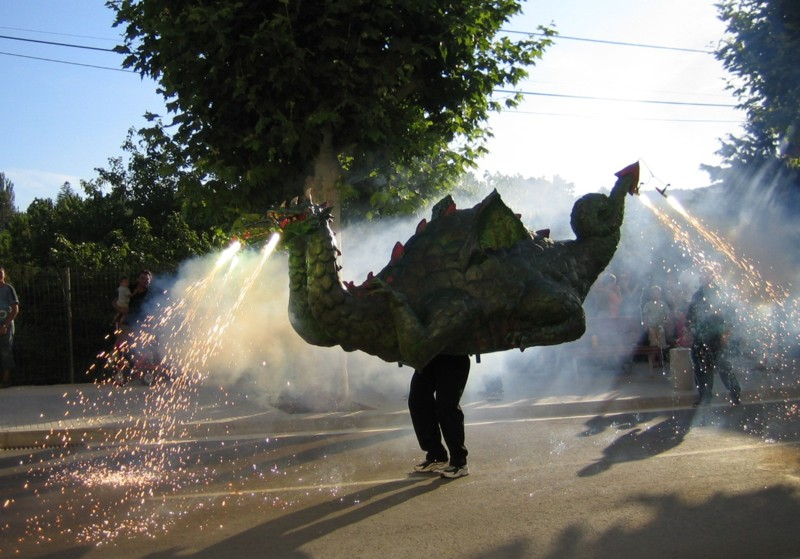
Drac de la Llacuna

- Bastoners - El Ball de Bastons de la Llacuna va fundar a començament del segle xx[9] i aquest va seguir ballant per les festes del poble (festa major, corpus…) i altres localitats del Principat fins a principi dels anys trenta, quan la guerra va acabar d'estroncar la tradició. L'agost de 2004 una colla de joves van intentar recuperar la vestimenta i les coreografies. La colla surt per la Festa Major (dissabte abans del primer diumenge d'agost) i pel Correllengua.[9]

- Caramelles - Dues societats corals canten les Caramelles per Pasqua, la Societat Coral «Ben endins com qui ensorra l'àpit» i la Societat Coral la Cuitora. Solen anar per cases i masies dissabte i diumenge de setmana santa. Interpreten les cançons típiques de primavera així com sardanes, valsets i altres cançons tradicionals de pasqua.

- Diables - El ball de diables amb pirotècnia i petards.
- Gegants de La Llacuna - La trobada de gegants i capgrossos de la Llacuna és una trobada amb més de 15 colles d'arreu dels Països catalans, de la resta de l'Estat Espanyol i en algunes ocasions de l'estranger (gegants francesos, costa-riquenys, etc.). Aquesta trobada de gegants se celebra, cada any, al segon diumenge de juny.[10]
- Missa de pastors - Composta per Antoni Vaqué, mestre de capella de l'església de Betlem de Barcelona, al voltant de 1869, aquesta missa en llatí per a dues veus i orgue es canta durant la Missa del Gall i al matí del dia de Nadal.[11] Les Misses de Pastors van ser prohibides pel motu proprio «Tra le sollicitudine»[12] del papa Pius X el 1903. A La Llacuna, però, no es va respectar aquesta prohibició, però després del Concili Vaticà II es va perdre la tradició. La música, tot i que va ser publicada per Rafael Guardia, s'ha transmès oralment de pares a fills durant tots aquests anys. Actualment està protegida dins el catàleg del Patrimoni Immaterial del Penedès.[13]

### Festes
- Festa Major
- Fira de Sant Andreu: el primer diumenge de desembre i la matança del porc.
- Potada: al mes d'abril o maig es fa un esmorzar/dinar popular a base de peus de porc.
- Aplec del Castell: el darrer diumenge de maig se celebra l'aplec del Castell, on es ballen sardanes i es fa una paella popular.
- El pessebre vivent